# A Talent for Murder
Pour plus de détails, voir Fiche technique et Distribution.
A Talent for Murder est un téléfilm britannique réalisé par Alvin Rakoff, diffusé en 1984.

## Fiche technique
- Titre : A Talent for Murder
- Réalisation : Alvin Rakoff
- Scénario : Norman Panama et Jerome Chodorov, d'après leur pièce éponyme
- Décors : Allan Anson
- Costumes : Juanita Waterson
- Musique : William Goldstein
- Production : James Rich Jr., Peter Abrams
- Société de production : BBC, Centerpoint Productions
- Pays d'origine :  Royaume-Uni
- Format : Couleurs - 35 mm - Dolby Digital
- Genre : comédie dramatique
- Durée : 80 minutes
- Date de première diffusion : 17 janvier 1984

## Distribution
- Angela Lansbury : Ann Royce McClain
- Laurence Olivier : Dr. Anthony Wainwright
- Charles Keating : Lawrence McClain
- Tracey Childs : Pamela Harrison
- Hildegard Neil : Sheila McClain
- Garrick Hagon : Mark Harrison
- Tariq Yunus : Rashi
- Hayward Morse : Gary